# Steuerwald (Hildesheim)
Steuerwald ist ein Stadtteil im Norden von Hildesheim. Zusammen mit dem Stadtteil Nordstadt bildet er eine von 14 Ortschaften der Stadt. Der Stadtteil liegt unweit der Innerste in der Nähe der Mündung des Kupferstrangs. Die Entfernung zur Innenstadt beträgt knapp drei Kilometer; zwei Kilometer westlich liegt der Stadtteil Himmelsthür.

## Geschichte

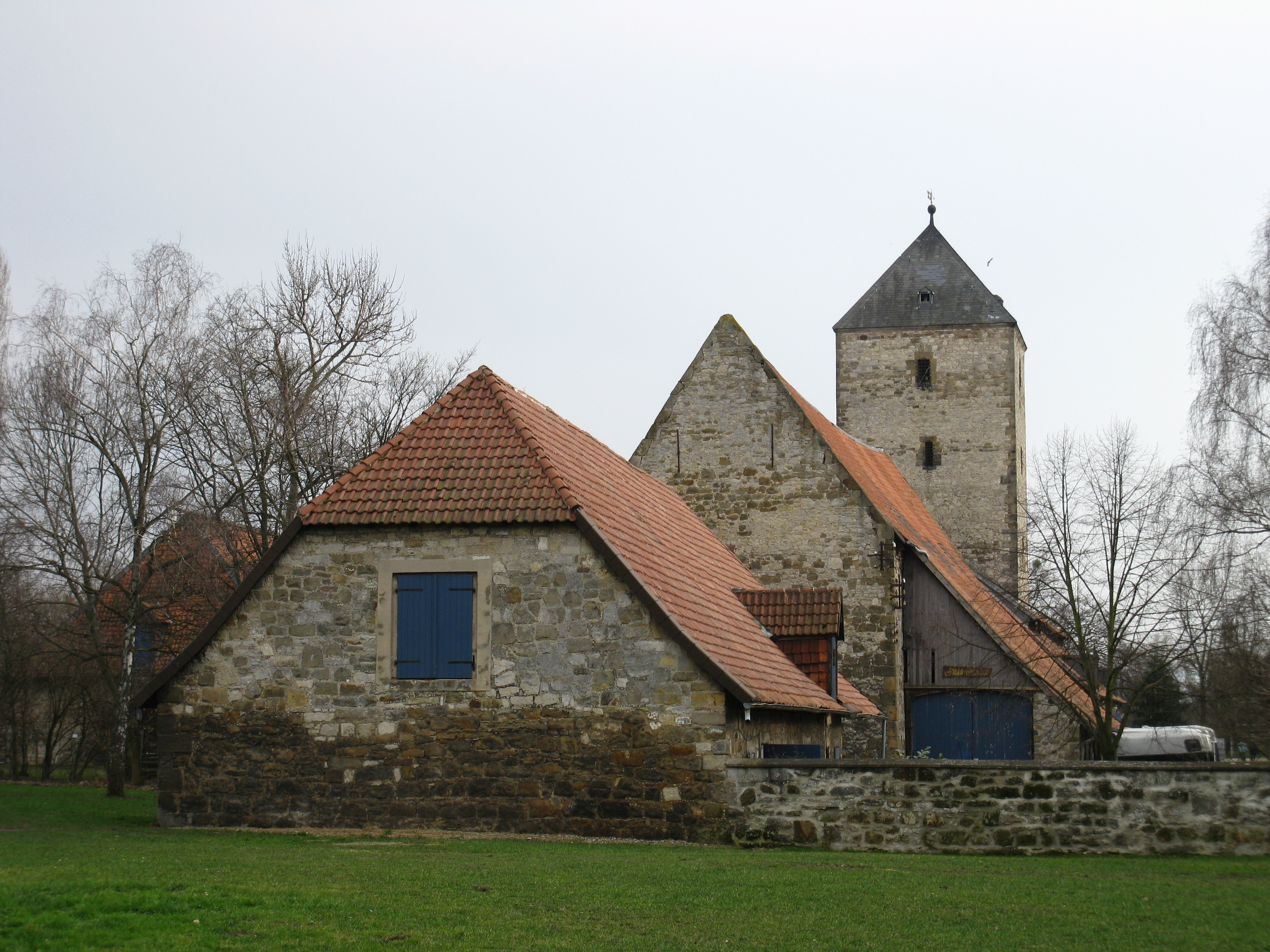
Burg Steuerwald

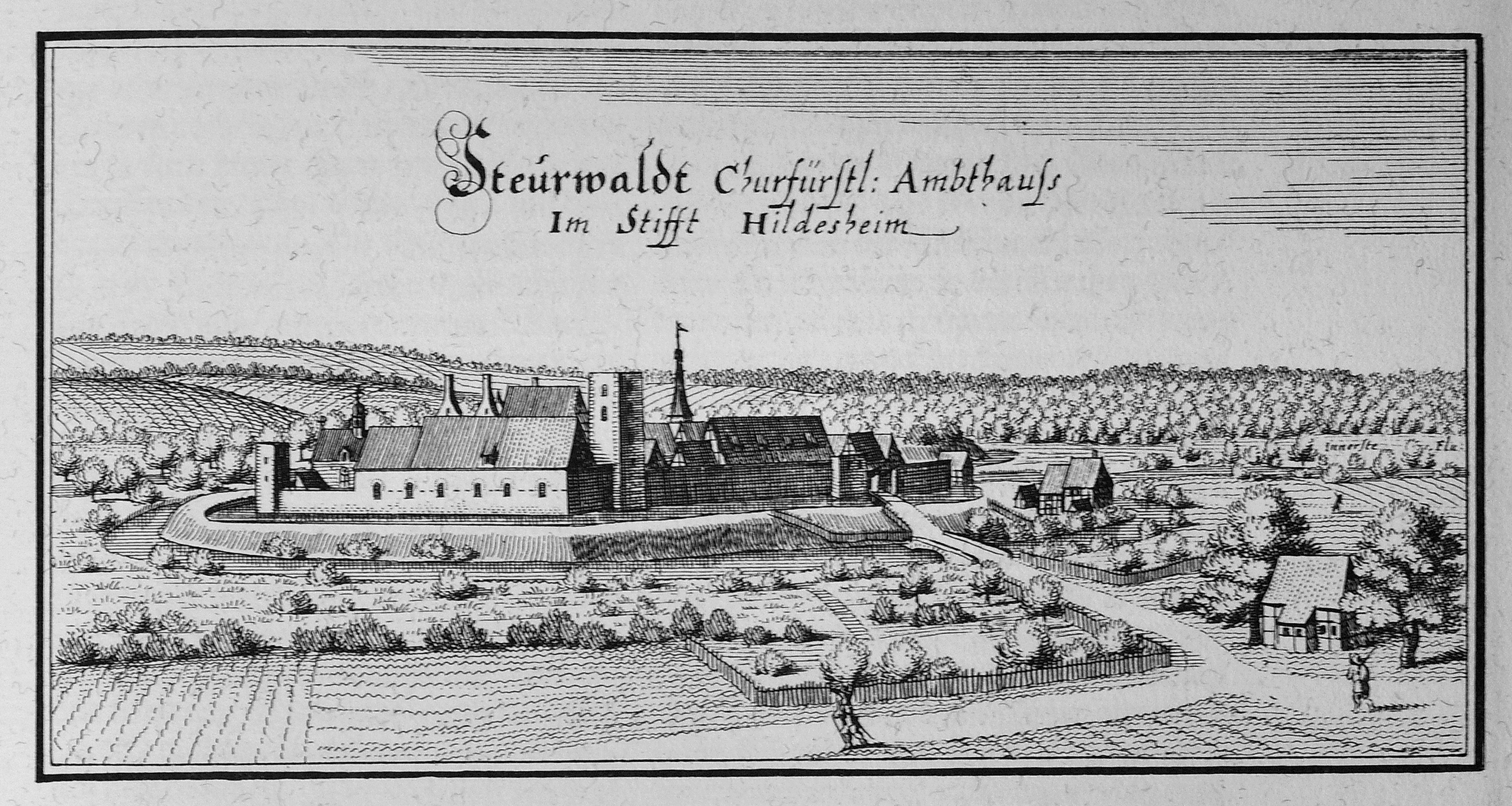
Amtshaus (Burg) und Ort, vor 1653

Der Hildesheimer Bischof Heinrich II. von Woldenberg (Amtszeit 1310–18) ließ 1310 bis 1313 nördlich der Stadt die Burg Steuerwald als Schutz- und Trutzburg gegen die Hildesheimer Bürger erbauen. Der Name „Steuerwald“ hatte die Bedeutung Steuere die Gewald. Die Burg diente bis 1763 als ständige bischöfliche Residenz. 
1716 fand hier die mit Abstand letzte Hinrichtung eines „Zauberers“ statt: Nach seiner Überführung von der Burg Wohldenberg auf die bischöfliche Feste Steuerwald wurde er 1716 in Order des Erzbischofs von Köln und Bischofs von Hildesheim mit dem Schwert enthauptet und sodann auf dem Scheiterhaufen verbrannt.
Auf dem Gebiet des heutigen Hafens lag im Mittelalter das Dorf Essem, das nach der Gründung der Burg Steuerwald zur Wüstung wurde. Unweit nördlich der Burg entstand das Dorf Steuerwald, das 1895 bei der Volkszählung 231 Einwohner zählte. Es wurde 1912 nach Hildesheim eingemeindet.
Bei der Säkularisation von 1803 wurde Burg Steuerwald in eine staatliche Domäne umgewandelt, die zusammen mit ihren Ländereien von der Klosterkammer, einer Institution des preußischen Staates, verwaltet wurde. Seit 1910 bestanden in Hildesheim Pläne zur Anlage eines Binnenhafens an einem noch zu bauenden Stichkanal zum Mittellandkanal. Die Stadt Hildesheim kaufte unter Oberbürgermeister Ernst Ehrlicher die Burg und ihre 412 ha großen Ländereien am 1. September 1912 von der Klosterkammer, um Grundstücke für den Bau eines Hafens zu erhalten. Die Bauarbeiten begannen im Mai 1919. Das Dorf Steuerwald wurde im Rahmen der umfangreichen Baumaßnahmen teilweise abgerissen, unter anderem wurde im Ort ein ganzer Berg, der Kirschenberg mit einem Volumen von 42 000 Kubikmetern, abgetragen. Insgesamt wurde für die Errichtung des Hafens und der 1,9 km langen Hafenbahn eine Fläche von 242,5 ha bebaut. Die Einweihung des Hafens und des Stichkanals erfolgte nach einer über achtjährigen Bauzeit am 20. Juni 1928.
Fast alle noch verbliebenen Gebäude des Dorfes Steuerwald wurden abgerissen, als der 1927 gegründete zivile Flugplatz Hildesheim nach 1933 erweitert und zu einem Fliegerhorst mit angeschlossener Aufklärer-Fliegerschule ausgebaut wurde.
Im Zweiten Weltkrieg detonierte am 9. Oktober 1943 eine Bombe an der Burg Steuerwald, wodurch vier Menschen ums Leben kamen, hierbei handelte es sich um den ersten Bombenabwurf auf Hildesheim. Ein in der Kapelle der Burg Steuerwald ausgehängtes Foto zeigt erhebliche Schäden an den Dächern von Palas, Stallungen und großer Scheune, während Kapelle und Bergfried unbeschädigt blieben. Der Hildesheimer Hafen überstand den Zweiten Weltkrieg fast unversehrt.
Der Fliegerhorst und die angeschlossenen Kasernenbauten wurden nach 1993 aufgelöst und in ein Gewerbegebiet umgewandelt. Der Flugplatz Hildesheim wird heute ausschließlich für zivile Zwecke genutzt.

## Ortsbild

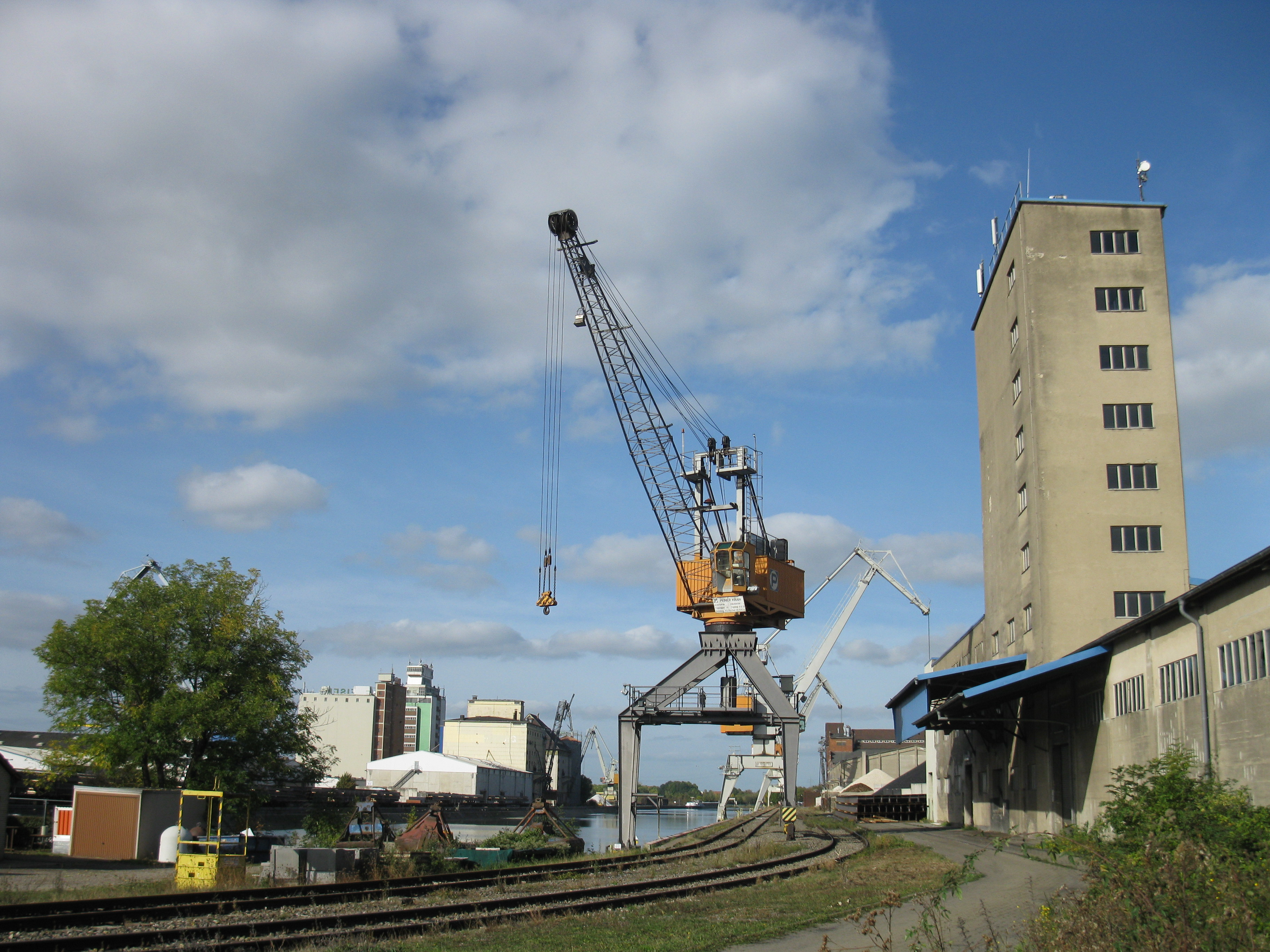
Hafen Hildesheim

Der Stadtteil Steuerwald wird durch zahlreiche Gewerbebetriebe, den Hafen und durch den weithin sichtbaren Bergfried der Burg Steuerwald geprägt. Nur wenige Wohnhäuser sind in Steuerwald vorhanden, das von verkehrsreichen Straßen durchschnitten wird: Die Steuerwalder Straße, die den Stadtteil mit der Innenstadt Hildesheims verbindet und sich als Bundesstraße 6 nach Norden fortsetzt, erhielt ihren Namen 1878, während die Mastbergstraße seit 1913 unter ihrem heutigen Namen bekannt ist. Der 1951 nach einem Flurnamen benannte Lerchenkamp, die wichtigste Zufahrt zu dem nach 1993 entwickelten Gewerbegebiet, ist stark befahren.
Von der Mastbergstraße führt ein Radwanderweg am Kupferstrang entlang zu den Stadtteilen Moritzberg und Himmelsthür.
An die dörfliche Vergangenheit Steuerwalds erinnert nur noch ein schlichtes Flurkreuz an der Ecke Lerchenkamp/Steuerwalder Straße, auf dem neben einem Familiennamen auch der Ortsname Steuerwald zu sehen ist.

## Sehenswürdigkeiten

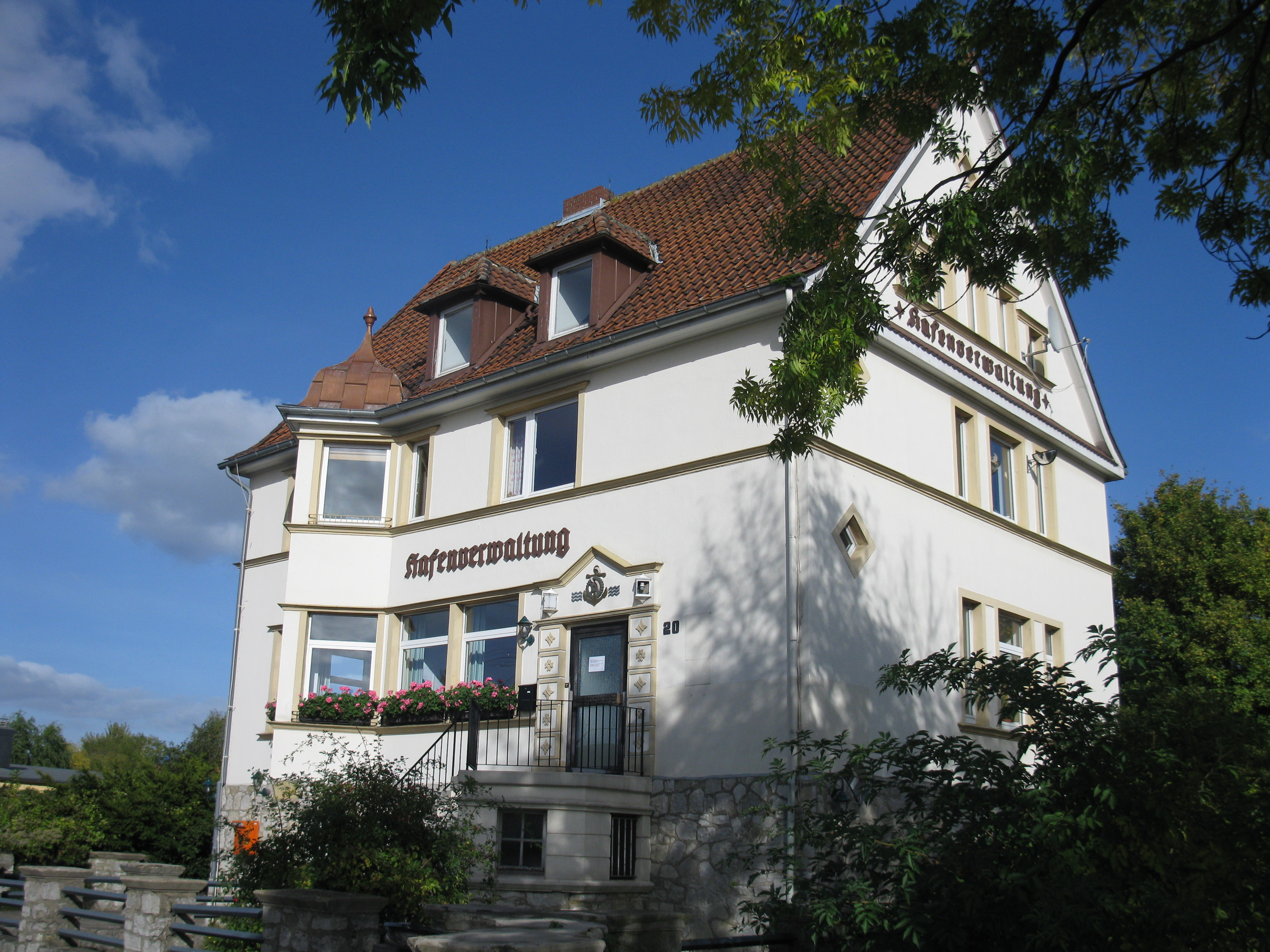
Hafenverwaltung

Die Hauptsehenswürdigkeit Steuerwalds stellt Burg Steuerwald mit dem 26 m hohen und weithin sichtbaren Bergfried, dem gut erhaltenen Palas aus dem 14. Jahrhundert und der Magdalenenkapelle dar. Ein Teil der Burgmauer sowie des Burggrabens ist noch erhalten.
Im Bereich des Hafens ist das 1928 fertiggestellte Haus der Hafenverwaltung mit einem dreieckigen Erker und einer welschen Haube sehenswert. Über dem Eingang des auf einem hohen Sockel errichteten Gebäudes fällt ein Emblem mit einem Anker auf. Nicht weit entfernt befindet sich das 1927 aus roten Ziegeln und ebenfalls auf einem Sockel erbaute Umspannwerk mit für die 1920er Jahre typischen Verzierungen, daneben wurde eine ausgediente Dampflokomotive als Denkmal aufgestellt.
Im Bereich des ehemaligen Fliegerhorstes, der in ein Gewerbegebiet umgewandelt wurde, finden sich zahlreiche frei stehende Gebäude, die für den Städtebau der 1920er und 1930er Jahre typisch sind. An der Lavesstraße ist z. B. neben ehemaligen Kasernenbauten in streng geometrischer Anordnung das ehemalige Offizierskasino zu sehen, das durch einen hohen Sockel, eine repräsentative Freitreppe und ein Flachdach auffällt. Nicht weit davon steht vor dem Gebäude Lavesstraße 2 ein 1942 errichtetes Ehrenmal, das aus einem bronzenen Adler – dem Symbol der Luftwaffe – auf einer mit Travertin verkleideten Stele besteht.